# He Is (Ghost)
He Is är en sång framförd av Ghost. Sången, som utgavs som promosingel den 31 maj 2015, sålde platina i Sverige. Tidningen Rolling Stone lät 2015 sina läsare rösta fram de tio bästa låtarna; "He Is" hamnade på fjärde plats.

## Låtlista
2015 – Promosingel (CD)
| Nr | Titel              | Längd |
| -- | ------------------ | ----- |
| 1. | He Is (Radio Edit) | 3:31  |

2017 – 10" Vinylsingel (bildskiva)
| 1. | He Is (Live in San Francisco)   | 4:17 |
| 2. | He Is (Ghost X Alison Mosshart) | 3:51 |

| 3. | He Is (Health Remix)          | 3:41 |
| 4. | He Is (The Haxan Cloak Remix) | 6:37 |

## Medverkande
- Papa Emeritus III − sång
- Nameless Ghouls – sologitarr , basgitarr , keyboard , trummor , kompgitarr